# Pyrroline
Pyrroline of dihydropyrrool is een organische verbinding, die structureel afgeleid is van pyrrool. Het kan beschouwd worden als het partieel gehydrogeneerde derivaat van pyrrool en desgevolgend bestaan er 3 structuurisomeren. Deze isomeren verschillen enkel in de positie van de dubbele binding in de cyclische structuur:
|             |             |             |
| 1-pyrroline | 2-pyrroline | 3-pyrroline |

1-pyrroline is een cyclisch imine, terwijl 2-pyrroline een cyclisch enamine is. 3-pyrroline is een cyclisch secundair amine. In tegenstelling tot pyrrool zijn de verschillende isomere pyrrolines niet aromatisch.

## Voorbeelden van gesubstitueerde pyrrolines
Pyrroline komt in verschillende verbindingen voor als centrale structurele eenheid:
- 2-acetyl-1-pyrroline, een aromastof die voorkomt in gebakken brood
- MTSL, een amineoxide dat in de NMR-spectroscopie wordt gebruikt
- Pyrrolysine, een natuurlijk voorkomend aminozuur
- Thienamycine, een antibioticum

Porfyrine, een macrocyclische verbinding die voorkomt in onder andere chlorofyl, bestaat uit een afwisseling van 2 pyrrool- en 2 pyrroline-eenheden.